# Justicia microthyrsa
Justicia microthyrsa är en akantusväxtart som beskrevs av Vollesen. Justicia microthyrsa ingår i släktet Justicia och familjen akantusväxter. Inga underarter finns listade i Catalogue of Life.